# Nysius graminicola

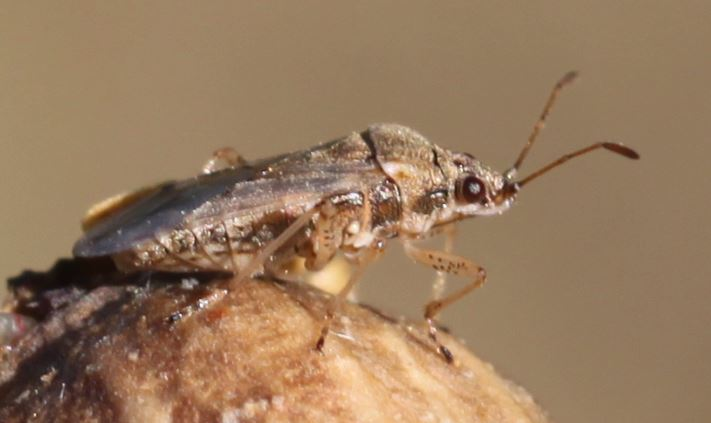
Seitenansicht

Nysius graminicola ist eine Wanze aus der Familie der Bodenwanzen (Lygaeidae). Das Art-Epitheton graminicola setzt sich zusammen aus den Begriffen Graminae, alter wissenschaftlicher Name der Süßgräser, und colere lat. für „bewohnen“.

## Merkmale
Die Wanzen werden 3,6 bis 5,0 Millimeter lang. Sie sind wie viele Arten der Gattung Nysius schwer bestimmbar. Die gelbbraunen Beine sind mit kleinen dunklen Punkten gesprenkelt. Das Corium ist transparent und weist fast keine Streifen oder Flecke auf den Flügeladern auf. Von der sehr ähnlichen Art Nysius senecionis kann man die Wanzen durch das längere erste Tarsenglied der Hinterbeine unterscheiden.

## Verbreitung
Den Verbreitungsschwerpunkt der Art bildet der Mittelmeerraum. Das Vorkommen von Nysius graminicola erstreckt sich von Nordafrika und Südeuropa über Kleinasien und Zentralasien bis nach China. In Mitteleuropa und in Südengland ist die Art ebenfalls vertreten, aber auf Wärmeinseln wie der Oberrheinischen Tiefebene oder dem Burgenland beschränkt und dort selten.

## Lebensweise
Die Tiere leben polyphag an verschiedenen Pflanzen, vor allem aber an Korbblütlern (Asteraceae) und hier wiederum besonders an  Artemisia, Kamillen (Matricaria), Chrysanthemen und Flockenblumen (Centaurea). Es überwintern vermutlich die Imagines.

## Taxonomie
Die Art Nysius graminicola ist in vier Unterarten gegliedert:
- Nysius graminicola graminicola (Kolenati, 1845)
- Nysius graminicola karaganus Hoberlandt, 1949
- Nysius graminicola lucida Popov, 1964
- Nysius graminicola stali Evans, 1929